# Sharon Nicholson
Sharon E. Nicholson es una profesora estadounidense de Meteorología en el Departamento de Ciencias de la Tierra, los Océanos y la Atmósfera de la Universidad Estatal de Florida (FSU). Nicholson ha enseñado e investigado los climas de África. Ganó el premio Humboldt, el premio Fulbright Global Scholar y el premio de la Fundación Nacional de Ciencias.

## Biografía
Sharon Nicholson obtuvo su licenciatura, maestría y doctorado en Meteorología en la Universidad de Wisconsin-Madison. En 1985 se convirtió en la única profesora mujer del Departamento de Ciencias de la Tierra, el Océano y la Atmósfera de la FSU, donde comenzó como profesora asociada. En 1991 fue ascendida a profesora titular de Meteorología y, a partir de 2020, continúa trabajando y enseñando en la FSU.

## Investigación
Junto con Compton Tucker, científico del Centro de Vuelo Espacial Goddard de la NASA, Nicholson refutó una teoría global sobre la reciente expansión del desierto del Sahara. Estudiaron casi dos décadas de observaciones satelitales del Sahel para confirmar que el desierto fluye y refluye, pero no se agranda. Nicholson también estableció que el comportamiento del Sahara depende de los ciclos climáticos (lluvias y sequías de año a año). Su estudio fue publicado en la revista Ambio .
Nicholson se asoció con Dorcas N. Leposo, meteoróloga investigadora de los Servicios Meteorológicos de Botsuana, y establecieron que El Niño fue la causa principal de la sequía y la hambruna en Botsuana. Revisaron 40 años de datos climáticos de África austral para explorar el impacto de El Niño en la región y estimar el impacto del cambio climático futuro en esa región. El gobierno de Botsuana utilizó su investigación para mitigar los posibles efectos de El Niño.
Como profesora de la FSU y experta en el clima africano, Nicholson visitó África para estudiar de cerca la lluvia y la niebla. También participó en la investigación del cambio climático con el Centro Nacional de Investigación Atmosférica y fue coautora de un estudio publicado en la revista Science .
En 2010, en colaboración con el Centro de Investigación y Capacitación de Gobabeb, Nicholson fue la primera en identificar una corriente en chorro meteorológica de bajo nivel sobre Namibia. En colaboración con especialistas de Francia y Alemania, Nicholson investigó la posible influencia de la corriente en chorro sobre el clima de África ecuatorial y África austral, así como su efecto sobre las precipitaciones en África occidental.
Aparte de en la meteorología, las investigaciones de Nicholson han influido en otras áreas, como la hidrología, la geografía física, la teledetección, los estudios de tierras áridas y paleoclimatología. Gracias a las contribuciones de Nicholson, la FSU fue reconocida como la institución académica líder en los Estados Unidos en lo referente a la investigación sobre el clima de África. Nicholson también inspiró a más estudiantes para involucrarse en el estudio de la meteorología.

## Premios
En 2019, Nicholson ganó un premio Fulbright Global Scholar por sus investigaciones en Namibia, Francia (Universidad de Montpellier) y Alemania (Instituto Tecnológico de Karlsruhe).
El estudio de Nicholson sobre el clima en ambientes áridos le valió el Premio de Investigación Humboldt, otorgado por la Fundación Alexander von Humboldt en Alemania. En 2009, la Sociedad Meteorológica Estadounidense le concedió el Premio Charles E. Anderson.
Nicholson ha recibido varias becas de la National Science Foundation por su investigación en la cuenca del Congo. El Premio de la Facultad de la Fundación Nacional de Ciencias le concedió 250.000 dólares para mujeres científicas e ingenieras.